# تپه سیاوان
تپه سیاوان مربوط به هزاره اول (پیش از میلاد) - دوره پارت - دوره ساسانی است و در شهرستان پیرانشهر، بخش مرکزی، دهستان لاهیجان، روستای جلدیان واقع شده است. این اثر در تاریخ ۳۰ دی ۱۳۸۵ با شمارهٔ ثبت ۱۶۸۱۹ به عنوان یکی از آثار ملی ایران به ثبت رسیده است.